# جیزماک دا گوشا
جیزماک دا گوشا (انگلیسی: Jizmak Da Gusha) طبل‌زن اهل ایالات متحده آمریکا است. وی از سال ۱۹۸۹ میلادی تاکنون مشغول فعالیت بوده است.